# WHA 1976/1977
Sezóna 1976/1977 byl 5. ročníkem World Hockey Association.
‎V předsezónní přípravě přestaly hrát dva týmy. Poté, co ‎‎Cleveland Crusaders‎‎ získali konkurenci z ‎‎National Hockey League‎‎ ve svém městě (nově založené mužstvo Cleveland Barons se připojil do soutěže NHL), reagovalo vedení přesunem do ‎‎Minnesota Fighting Saints‎‎ a pokusili se o úspěch‎‎. Pokus selhal a v polovině sezóny tým odstoupil ze soutěže. ‎
Loňští šampioni Winnipeg Jets se v prosinci dva týdny vydali na turné po Evropě. Po jejich návratu, stále sužovaném smůlou, prohráli na ‎‎Štědrý den‎‎ 12-3 s ‎‎Quebec Nordiques‎‎. Následující dva zápasy před přelomem roku taktéž prohráli. ‎
‎Ve finále ‎‎Avco World Trophy‎‎ to byli opět Québec Nordiques, kteří dokázali porazit Winnipeg Jets. V těžce vybojovaném boji jak bohaté na góly tak vyrovnané finálové sérii těsně zvítězili 4:3. ‎
‎3 590 511 diváků sledovalo 465 zápasů páté sezóny. V průměru to bylo 7 722 na zápas, což byl jen velmi malý pokles ve srovnání s předchozí sezónou. V NHL klesla průměrná návštěvnost v té době na necelých 11 900 diváků.‎

## Základní část

### Systém soutěže
‎Stejně jako v prvních letech hráli i nyní opět ve dvou divizích. Pro každý tým bylo naplánováno 80 zápasů, z nichž 40 se mělo hrát na domácím ledě a 40 na ledě soupeře. Šest zápasů bylo naplánováno proti týmům druhé divize. Ve vlastní divizi by se každý měl hrát osm zápasů proti třem týmům, další dva týmy, místní rivalové, by se měli setkat desetkrát každý. ‎‎Nicméně, opuštění Minnesota Fighting Saints‎‎ po 42 zápasech donutilo ligu znovu reorganizovat. Vzhledem k tomu, že Minnesota odehrála o osm zápasů více doma než venku, byl rozvrh upraven tak, aby každý tým odehrál 40 domácích zápasů. Výsledkem bylo, že osm z jedenácti zbývajících týmů odehrálo 81 zápasů. ‎
‎Na konci základní části se čtyři nejlepší týmy z každé divize ‎‎kvalifikovaly do play-off‎‎, které se konalo po základní části a hrálo se ve ‎‎vyřazovací‎‎ části.‎

### Tabulka

#### Východní divize
| Poř. | Tým                                                   | Z  | V  | R  | P | VG  | OG  | B  |
| ---- | ----------------------------------------------------- | -- | -- | -- | - | --- | --- | -- |
| 1.   | Québec Nordiques                                      | 81 | 47 | 31 | 3 | 353 | 295 | 97 |
| 2.   | Cincinnati Stingers                                   | 81 | 39 | 37 | 5 | 354 | 303 | 83 |
| 3.   | Indianapolis Racers                                   | 81 | 36 | 37 | 8 | 276 | 305 | 80 |
| 4.   | New England Whalers                                   | 81 | 35 | 40 | 6 | 275 | 290 | 76 |
| 5.   | Birmingham Bulls                                      | 81 | 31 | 46 | 4 | 289 | 309 | 66 |
| 6.   | Minnesota Fighting Saints (odstoupení 17. ledna 1977) | 42 | 19 | 18 | 5 | 136 | 129 | 43 |

#### Západní divize
| Poř. | Tým                 | Z  | V  | R  | P | VG  | OG  | B   |
| ---- | ------------------- | -- | -- | -- | - | --- | --- | --- |
| 1    | Houston Aeros       | 80 | 50 | 24 | 6 | 320 | 241 | 106 |
| 2    | Winnipeg Jets       | 80 | 46 | 32 | 2 | 366 | 291 | 94  |
| 3    | San Diego Mariners  | 81 | 40 | 37 | 4 | 284 | 283 | 84  |
| 4    | Edmonton Oilers     | 81 | 34 | 43 | 4 | 243 | 304 | 72  |
| 5    | Calgary Cowboys     | 81 | 31 | 43 | 7 | 252 | 296 | 69  |
| 6    | Phoenix Roadrunners | 80 | 28 | 48 | 4 | 281 | 383 | 60  |

### Hráčské statistiky

#### Kanadské bodování
Toto je konečné pořadí hráčů podle dosažených bodů. Za jeden vstřelený gól nebo přihrávku na gól hráč získal jeden bod.
| Poř. | Hráč             | Tým                 | Z  | G  | A  | B   | TM | +/- |
| ---- | ---------------- | ------------------- | -- | -- | -- | --- | -- | --- |
| 1.   | Réal Cloutier    | Quebec Nordiques    | 76 | 66 | 75 | 141 | 39 | --  |
| 2.   | Anders Hedberg   | Winnipeg Jets       | 68 | 70 | 61 | 131 | 48 | --  |
| 3.   | Ulf Nilsson      | Winnipeg Jets       | 71 | 39 | 85 | 124 | 89 | --  |
| 4.   | Robbie Ftorek    | Phoenix Roadrunners | 80 | 46 | 71 | 117 | 86 | --  |
| 5.   | André Lacroix    | San Diego Mariners  | 81 | 32 | 82 | 114 | 79 | --  |
| 6.   | Marc Tardif      | Quebec Nordiques    | 62 | 49 | 60 | 109 | 65 | --  |
| 7.   | Rich Leduc       | Cincinnati Stingers | 81 | 52 | 55 | 107 | 75 | --  |
| 8.   | Chris Bordeleau  | Quebec Nordiques    | 72 | 32 | 75 | 107 | 34 | --  |
| 9.   | Blaine Stoughton | Cincinnati Stingers | 81 | 52 | 52 | 104 | 39 | --  |
| 10.  | Mark Napier      | Birmingham Bulls    | 80 | 60 | 36 | 96  | 24 | --  |
| 11.  | Dennis Sobchuk   | Cincinnati Stingers | 81 | 44 | 52 | 96  | 38 | --  |
| 12.  | Serge Bernier    | Quebec Nordiques    | 74 | 43 | 53 | 96  | 94 | --  |

#### Hodnocení brankářů
Toto je konečné pořadí nejlepších pět brankářů.
| Poř. | Hráč           | Tým                 | Z  | MIN  | V  | P  | R | OG  | ČK | POG  | Úsp% |
| ---- | -------------- | ------------------- | -- | ---- | -- | -- | - | --- | -- | ---- | ---- |
| 1.   | Ron Grahame    | Houston Aeros       | 39 | 2345 | 27 | 10 | 2 | 107 | 4  | 2.74 | 90.1 |
| 2.   | Ernie Wakely   | San Diego Mariners  | 46 | 2506 | 22 | 18 | 1 | 129 | 3  | 3.09 | 89.6 |
| 3.   | Cap Raeder     | New England Whalers | 26 | 1328 | 12 | 10 | 1 | 69  | 2  | 3.12 | 90.2 |
| 4.   | Wayne Rutledge | Houston Aeros       | 42 | 2512 | 23 | 14 | 4 | 132 | 3  | 3.15 | 89.8 |
| 5.   | Joe Daley      | Winnipeg Jets       | 65 | 3813 | 39 | 21 | 2 | 206 | 3  | 3.24 | 89.2 |

## Play off

### Pavouk
|  | Čtvrtfinále         | Čtvrtfinále         |                  |   | Semifinále | Semifinále |  |  | Finále | Finále |
|  |                     |                     |                  |   |            |            |  |  |        |        |
|  |                     |                     |                  |   |            |            |  |  |        |        |
|  | Québec Nordiques    | 4                   |                  |   |            |            |  |  |        |        |
|  | Québec Nordiques    | 4                   |                  |   |            |            |  |  |        |        |
|  | New England Whalers | 1                   |                  |   |            |            |  |  |        |        |
|  | New England Whalers | 1                   | Québec Nordiques | 4 |            |            |  |  |        |        |
|  |                     |                     | Québec Nordiques | 4 |            |            |  |  |        |        |
|  |                     | Indianapolis Racers | 1                |   |            |            |  |  |        |        |
|  | Cincinnati Stingers | Indianapolis Racers | 1                | 0 |            |            |  |  |        |        |
|  | Cincinnati Stingers |                     |                  | 0 |            |            |  |  |        |        |
|  | Indianapolis Racers | 4                   |                  |   |            |            |  |  |        |        |
|  | Indianapolis Racers | 4                   | Québec Nordiques | 4 |            |            |  |  |        |        |
|  |                     |                     | Québec Nordiques | 4 |            |            |  |  |        |        |
|  |                     | Winnipeg Jets       | 3                |   |            |            |  |  |        |        |
|  | Houston Aeros       | Winnipeg Jets       | 3                | 4 |            |            |  |  |        |        |
|  | Houston Aeros       |                     |                  | 4 |            |            |  |  |        |        |
|  | Edmonton Oilers     | 1                   |                  |   |            |            |  |  |        |        |
|  | Edmonton Oilers     | 1                   | Winnipeg Jets    | 4 |            |            |  |  |        |        |
|  |                     |                     | Winnipeg Jets    | 4 |            |            |  |  |        |        |
|  |                     | Houston Aeros       | 2                |   |            |            |  |  |        |        |
|  | Winnipeg Jets       | Houston Aeros       | 2                | 4 |            |            |  |  |        |        |
|  | Winnipeg Jets       |                     |                  | 4 |            |            |  |  |        |        |
|  | San Diego Mariners  | 3                   |                  |   |            |            |  |  |        |        |
|  | San Diego Mariners  | 3                   |                  |   |            |            |  |  |        |        |

### Divizní čtvrtfinále

#### Východní divize
| Québec Nordiques vs. New England Whalers | Québec Nordiques vs. New England Whalers | Québec Nordiques vs. New England Whalers | Québec Nordiques vs. New England Whalers | Québec Nordiques vs. New England Whalers | Québec Nordiques vs. New England Whalers | Québec Nordiques vs. New England Whalers |
| Datum                                    | Domácí                                   | Domácí                                   | Hosté                                    | Hosté                                    | Prod.                                    |                                          |
| ---------------------------------------- | ---------------------------------------- | ---------------------------------------- | ---------------------------------------- | ---------------------------------------- | ---------------------------------------- | ---------------------------------------- |
| 9. dubna                                 | New England                              | 2                                        | 5                                        | Québec                                   |                                          |                                          |
| 12. dubna                                | New England                              | 3                                        | 7                                        | Québec                                   |                                          |                                          |
| 14. dubna                                | Québec                                   | 4                                        | 3                                        | New England                              | 1. Prod.                                 |                                          |
| 16. dubna                                | Québec                                   | 4                                        | 6                                        | New England                              |                                          |                                          |
| 19. dubna                                | New England                              | 0                                        | 3                                        | Québec                                   |                                          |                                          |
| Québec Nordiques vyhrál 4:1 na série.    |                                          |                                          |                                          |                                          |                                          |                                          |

| Cincinnati Stingers vs. Indianapolis Racers | Cincinnati Stingers vs. Indianapolis Racers | Cincinnati Stingers vs. Indianapolis Racers | Cincinnati Stingers vs. Indianapolis Racers | Cincinnati Stingers vs. Indianapolis Racers | Cincinnati Stingers vs. Indianapolis Racers | Cincinnati Stingers vs. Indianapolis Racers |
| Datum                                       | Domácí                                      | Domácí                                      | Hosté                                       | Hosté                                       | Prod.                                       |                                             |
| ------------------------------------------- | ------------------------------------------- | ------------------------------------------- | ------------------------------------------- | ------------------------------------------- | ------------------------------------------- | ------------------------------------------- |
| 9. dubna                                    | Indianapolis                                | 4                                           | 3                                           | Cincinnati                                  | 3. Prod.                                    |                                             |
| 12. dubna                                   | Indianapolis                                | 7                                           | 2                                           | Cincinnati                                  |                                             |                                             |
| 14. dubna                                   | Cincinnati                                  | 3                                           | 5                                           | Indianapolis                                |                                             |                                             |
| 16. dubna                                   | Cincinnati                                  | 1                                           | 3                                           | Indianapolis                                |                                             |                                             |
| Indianapolis Racers vyhrál 4:0 na série.    |                                             |                                             |                                             |                                             |                                             |                                             |

#### Západní divize
| Houston Aeros vs. Edmonton Oilers  | Houston Aeros vs. Edmonton Oilers | Houston Aeros vs. Edmonton Oilers | Houston Aeros vs. Edmonton Oilers | Houston Aeros vs. Edmonton Oilers | Houston Aeros vs. Edmonton Oilers | Houston Aeros vs. Edmonton Oilers |
| Datum                              | Domácí                            | Domácí                            | Hosté                             | Hosté                             | Prod.                             |                                   |
| ---------------------------------- | --------------------------------- | --------------------------------- | --------------------------------- | --------------------------------- | --------------------------------- | --------------------------------- |
| 13. dubna                          | Edmonton                          | 3                                 | 4                                 | Houston                           | 1. Prod.                          |                                   |
| 15. dubna                          | Edmonton                          | 2                                 | 6                                 | Houston                           |                                   |                                   |
| 17. dubna                          | Houston                           | 2                                 | 7                                 | Edmonton                          |                                   |                                   |
| 20. dubna                          | Houston                           | 4                                 | 1                                 | Edmonton                          |                                   |                                   |
| 22. dubna                          | Edmonton                          | 3                                 | 4                                 | Houston                           |                                   |                                   |
| Houston Aeros vyhrál 4:1 na série. |                                   |                                   |                                   |                                   |                                   |                                   |

| Winnipeg Jets vs. San Diego Mariners | Winnipeg Jets vs. San Diego Mariners | Winnipeg Jets vs. San Diego Mariners | Winnipeg Jets vs. San Diego Mariners | Winnipeg Jets vs. San Diego Mariners | Winnipeg Jets vs. San Diego Mariners | Winnipeg Jets vs. San Diego Mariners |
| Datum                                | Domácí                               | Domácí                               | Hosté                                | Hosté                                | Prod.                                |                                      |
| ------------------------------------ | ------------------------------------ | ------------------------------------ | ------------------------------------ | ------------------------------------ | ------------------------------------ | ------------------------------------ |
| 10. dubna                            | San Diego                            | 1                                    | 5                                    | Winnipeg                             |                                      |                                      |
| 12. dubna                            | San Diego                            | 1                                    | 4                                    | Winnipeg                             |                                      |                                      |
| 16. dubna                            | Winnipeg                             | 4                                    | 5                                    | San Diego                            |                                      |                                      |
| 17. dubna                            | Winnipeg                             | 4                                    | 6                                    | San Diego                            |                                      |                                      |
| 20. dubna                            | San Diego                            | 0                                    | 3                                    | Winnipeg                             |                                      |                                      |
| 22. dubna                            | Winnipeg                             | 1                                    | 3                                    | San Diego                            |                                      |                                      |
| 24. dubna                            | San Diego                            | 3                                    | 7                                    | Winnipeg                             |                                      |                                      |
| Winnipeg Jets vyhrál 4:3 na série.   |                                      |                                      |                                      |                                      |                                      |                                      |

### Divizní finále

#### Východní divize
| Québec Nordiques vs. Indianapolis Racers | Québec Nordiques vs. Indianapolis Racers | Québec Nordiques vs. Indianapolis Racers | Québec Nordiques vs. Indianapolis Racers | Québec Nordiques vs. Indianapolis Racers | Québec Nordiques vs. Indianapolis Racers | Québec Nordiques vs. Indianapolis Racers |
| Datum                                    | Domácí                                   | Domácí                                   | Hosté                                    | Hosté                                    | Prod.                                    |                                          |
| ---------------------------------------- | ---------------------------------------- | ---------------------------------------- | ---------------------------------------- | ---------------------------------------- | ---------------------------------------- | ---------------------------------------- |
| 23. dubna                                | Indianapolis                             | 1                                        | 3                                        | Québec                                   |                                          |                                          |
| 25. dubna                                | Indianapolis                             | 3                                        | 8                                        | Québec                                   |                                          |                                          |
| 28. dubna                                | Québec                                   | 6                                        | 5                                        | Indianapolis                             | 1. Prod.                                 |                                          |
| 30. dubna                                | Québec                                   | 0                                        | 2                                        | Indianapolis                             |                                          |                                          |
| 2. květen                                | Indianapolis                             | 3                                        | 8                                        | Québec                                   |                                          |                                          |
| Québec Nordiques vyhrál 4:1 na série.    |                                          |                                          |                                          |                                          |                                          |                                          |

#### Západní divize
| Houston Aeros vs. Winnipeg Jets    | Houston Aeros vs. Winnipeg Jets | Houston Aeros vs. Winnipeg Jets | Houston Aeros vs. Winnipeg Jets | Houston Aeros vs. Winnipeg Jets | Houston Aeros vs. Winnipeg Jets | Houston Aeros vs. Winnipeg Jets |
| Datum                              | Domácí                          | Domácí                          | Hosté                           | Hosté                           | Prod.                           |                                 |
| ---------------------------------- | ------------------------------- | ------------------------------- | ------------------------------- | ------------------------------- | ------------------------------- | ------------------------------- |
| 26. dubna                          | Winnipeg                        | 4                               | 3                               | Houston                         | 1. Prod.                        |                                 |
| 28. dubna                          | Winnipeg                        | 2                               | 7                               | Houston                         |                                 |                                 |
| 30. dubna                          | Houston                         | 3                               | 4                               | Winnipeg                        |                                 |                                 |
| 1. květen                          | Houston                         | 4                               | 6                               | Winnipeg                        |                                 |                                 |
| 3. květen                          | Winnipeg                        | 2                               | 3                               | Houston                         |                                 |                                 |
| 5. květen                          | Houston                         | 3                               | 6                               | Winnipeg                        |                                 |                                 |
| Winnipeg Jets vyhrál 4:2 na série. |                                 |                                 |                                 |                                 |                                 |                                 |

### Finále
| Québec Nordiques vs. Winnipeg Jets    | Québec Nordiques vs. Winnipeg Jets | Québec Nordiques vs. Winnipeg Jets | Québec Nordiques vs. Winnipeg Jets | Québec Nordiques vs. Winnipeg Jets | Québec Nordiques vs. Winnipeg Jets | Québec Nordiques vs. Winnipeg Jets |
| Datum                                 | Domácí                             | Domácí                             | Hosté                              | Hosté                              | Prod.                              |                                    |
| ------------------------------------- | ---------------------------------- | ---------------------------------- | ---------------------------------- | ---------------------------------- | ---------------------------------- | ---------------------------------- |
| 11. květen                            | Winnipeg                           | 2                                  | 1                                  | Québec                             |                                    |                                    |
| 15. květen                            | Winnipeg                           | 1                                  | 6                                  | Québec                             |                                    |                                    |
| 18. květen                            | Québec                             | 1                                  | 6                                  | Winnipeg                           |                                    |                                    |
| 20. květen                            | Québec                             | 4                                  | 2                                  | Winnipeg                           |                                    |                                    |
| 22. květen                            | Winnipeg                           | 3                                  | 8                                  | Québec                             |                                    |                                    |
| 24. květen                            | Québec                             | 3                                  | 12                                 | Winnipeg                           |                                    |                                    |
| 26. květen                            | Winnipeg                           | 2                                  | 8                                  | Québec                             |                                    |                                    |
| Québec Nordiques vyhrál 4:3 na série. |                                    |                                    |                                    |                                    |                                    |                                    |

### Hráčské statistiky play-off

#### Kanadské bodování
Toto je konečné pořadí hráčů podle dosažených bodů. Za jeden vstřelený gól nebo přihrávku na gól hráč získal jeden bod.
| Poř. | Hráč           | Tým              | Z  | G  | A  | B  | TM | +/- |
| ---- | -------------- | ---------------- | -- | -- | -- | -- | -- | --- |
| 1.   | Serge Bernier  | Québec Nordiques | 17 | 14 | 22 | 36 | 10 | +16 |
| 2.   | Anders Hedberg | Winnipeg Jets    | 20 | 13 | 16 | 29 | 13 | +6  |
| 3.   | Réal Cloutier  | Québec Nordiques | 16 | 14 | 13 | 27 | 10 | +11 |
| 4.   | Ulf Nilsson    | Winnipeg Jets    | 20 | 6  | 21 | 27 | 33 | +5  |
| 5.   | Dan Labraaten  | Winnipeg Jets    | 20 | 7  | 17 | 24 | 15 | +8  |
| 6.   | Bobby Hull     | Winnipeg Jets    | 20 | 13 | 9  | 22 | 2  | +6  |

## Trofeje a ocenění
| Trofej                          | Hráč          | Tým                 |
| ------------------------------- | ------------- | ------------------- |
| Gordie Howe Trophy              | Robbie Ftorek | Phoenix Roadrunners |
| Bill Hunter Trophy              | Réal Cloutier | Québec Nordiques    |
| Lou Kaplan Trophy               | George Lyle   | New England Whalers |
| Ben Hatskin Trophy              | Ron Grahame   | Houston Aeros       |
| Dennis A. Murphy Trophy         | Ron Plumb     | Cincinnati Stingers |
| WHA Playoff MVP                 | Serge Bernier | Québec Nordiques    |
| Robert Schmertz Memorial Trophy | Bill Dineen   | Houston Aeros       |
| Paul Deneau Trophy              | Dave Keon     | New England Whalers |

### All-Star Tým

#### První All-Star Tým
| Hráč           | Pozice           | Tým                 | Z  | G  | A  | B   |
| -------------- | ---------------- | ------------------- | -- | -- | -- | --- |
| Robbie Ftorek  | Střední útočník  | Phoenix Roadrunners | 80 | 46 | 71 | 117 |
| Anders Hedberg | Křídelný útočník | Winnipeg Jets       | 68 | 70 | 61 | 131 |
| Marc Tardif    | Křídelný útočník | Québec Nordiques    | 62 | 49 | 60 | 109 |
| Darryl Maggs   | Obránce          | Indianapolis Racers | 81 | 16 | 55 | 71  |
| Ron Plumb      | Obránce          | Cincinnati Stingers | 79 | 11 | 58 | 69  |

| Hráč         | Pozice  | Tým              | Z  | V  | ČK | POG  |
| ------------ | ------- | ---------------- | -- | -- | -- | ---- |
| John Garrett | Brankář | Birmingham Bulls | 65 | 24 | 4  | 3,53 |

#### Druhý All-Star Tým
| Hráč          | Pozice           | Tým                 | Z  | G  | A  | B   |
| ------------- | ---------------- | ------------------- | -- | -- | -- | --- |
| Ulf Nilsson   | Střední útočník  | Winnipeg Jets       | 71 | 39 | 85 | 124 |
| Réal Cloutier | Křídelný útočník | Québec Nordiques    | 76 | 66 | 75 | 141 |
| Rick Dudley   | Křídelný útočník | Cincinnati Stingers | 77 | 41 | 47 | 88  |
| Poul Popiel   | Obránce          | Houston Aeros       | 80 | 12 | 56 | 68  |
| Mark Howe     | Obránce          | Houston Aeros       | 57 | 23 | 52 | 75  |

| Hráč      | Pozice  | Tým           | Z  | V  | ČK | POG  |
| --------- | ------- | ------------- | -- | -- | -- | ---- |
| Joe Daley | Brankář | Winnipeg Jets | 65 | 39 | 3  | 3,24 |

## Vítězové Avco World Trophy
|  | Brankáři: Serge Aubry • Richard Brodeur • Ed Humphreys Obránci: Paul Baxter • Jean Bernier • Jim Dorey • François Lacombe • Garry Lariviere • J. C. Tremblay • Wally Weir Útočníci: Serge Bernier • Christian Bordeleau • Paulin Bordeleau • André Boudrias • Curt Brackenbury • Réal Cloutier • Charles Constantin • Norm Dubé • Bob Fitchner • Pierre Guité • Steve Sutherland • Marc Tardif (C) Trenér: Marc Boileau Generální manažer: Maurice Filion |